# Rendimiento del arma nuclear

Diagrama de dispersión logarítmica comparando el rendimiento (en kilotones) y el peso (en kilogramos) de varias armas nucleares desarrolladas por los Estados Unidos.

El rendimiento explosivo de un arma nuclear o rendimiento de fisión de un arma nuclear es la cantidad de energía descargada cuando un arma nuclear se detona, expresada generalmente en TNT equivalente (la masa  equivalente estandarizada de trinitrotolueno que, si se detonára, produciría la misma descarga de energía), ya sea en kilotones (1kt equivale a la liberación de E de 1000 toneladas de TNT) o megatones (Mt, millones de toneladas de TNT), pero a veces también en terajulios (1 kilotón de TNT = 4.184 TJ). Pero debido a que la cantidad exacta de energía liberada por el TNT, estaba y esta, sujeto a las incertidumbres de medición, especialmente en los albores de la era nuclear, la convención aceptada es que un kt de TNT se define simplemente en un 10  12  calorías equivalentes, siendo esta medida, muy aproximadamente igual al rendimiento energético de 1000 toneladas de TNT.
La relación rendimiento-peso es la cantidad de rendimiento en comparación con la masa del arma. El rendimiento-a-peso teórico máximo de las armas de fusión (arma termonuclear) es de 6 megatones de TNT por cada tonelada métrica de masa de la bomba (25 TJ/kg). Los rendimientos de 5,2 megatones/tonelada y mayores han sido reportados para armas grandes construidas para una sola ojiva usada al principio de la década de 1960. Desde este momento, las cabezas más pequeñas necesarias para lograr el aumento de la eficiencia neta de daño (daño de bomba/peso de bomba) de los sistemas de ojivas múltiples, ha resultado en una disminución en la relación de rendimiento/peso para las ojivas individuales modernas.

## Ejemplos de rendimientos de armas nucleares
En orden de rendimiento creciente (la mayoría de las cifras de rendimiento son aproximadas):
| Bomba                                                     | Rendimiento | Rendimiento | Notas |  |
| Bomba                                                     | kt TNT      | TJ          | Notas |  |
| --------------------------------------------------------- | ----------- | ----------- | --- |  |
| Davy Crockett                                             | 0,01        | 0,042       | La fuerza nuclear táctica de rendimiento variable es de sólo 23 kg (51 libras), la más ligera jamás desplegada por los Estados Unidos (la misma ojiva que la munición especial de demolición atómica y el misil GAR-11 Nuclear Falcon). |  |
| Hiroshima "Little Boy" bomba de gravedad                  | 13–18       | 54–75       | Arma tipo pistola de uranio-235 bomba de fisión (la primera de las dos armas nucleares que se han utilizado en la guerra). |  |
| Nagasaki "Fat Man" bomba de gravedad                      | 20–22       | 84–92       | Bomba de tipo implosiva de fisión de plutonio-239 (la segunda de las dos armas nucleares utilizadas en la guerra). |  |
| Cabeza armada W76                                         | 100         | 420         | Doce de éstos pueden estar en un misil MIRVed de Trident II (tratado limitado a ocho). |  |
| Cabeza armada W87                                         | 300         | 1.300       | Diez de estos fueron en un MIRVed pacificador LGM-118A. |  |
| Cabeza armada W88                                         | 475         | 1.990       | Doce de éstos pueden estar en un misil de Trident II (tratado limitado a ocho). |  |
| Dispositivo Ivy King                                      | 500         | 2.100       | Bomba de fisión pura más potente, 60 kg de uranio, de tipo de implosión. |  |
| Bomba nuclear B83                                         | variable    | variable    | Hasta 1,2 megatones de TNT (5,0 PJ); Arma más poderosa de Estados Unidos en servicio activo. |  |
| B53 nuclear bomb                                          | 9.000       | 38.000      | Fue la bomba estadounidense más poderosa hasta 2010; No estaba en servicio activo para muchos Años antes de 2010, pero durante ese período, 50 fueron retenidos como parte de la parte "Hedge" de la Reserva Endurable hasta que se desmantelaron completamente en 2011; una variante de la B61 de dos etapas es la sustitución B53 en el bunker-busting papel; El B53 era similar a la ojiva W-53 que se ha utilizado en el misil del titán II; Desmantelada en 1987. |  |
| Dispositivo Castle Bravo                                  | 15.000      | 63.000      | La prueba más poderosa de los Estados Unidos. |  |
| EC17/Mk-17, el EC24/Mk-24, y el B41 (Mk-41)               | varios      | varios      | Las armas estadounidenses más poderosas jamás: 25 megatoneladas de TNT (100 PJ); El Mk-17 era también el más grande por tamaño y masa: cerca de 20 toneladas cortas (18.000 kilogramos); El Mk-41 o B41 tenía una masa de 4800 kg y un rendimiento de 25 Mt, lo que equivale a ser el más alto rendimiento al peso arma jamás producida; Todas eran bombas de gravedad llevadas por el bombardero B-36 (retirado por 1957).                                            |  |
| Toda la serie de la Operación Castle de ensayos nucleares | 48.200      | 202.000     | La serie de pruebas de mayor rendimiento llevada a cabo por los EE. UU. |  |
| Dispositivo Tsar Bomba                                    | 50.000      | 210.000     | URSS, el arma nuclear más poderosa que se haya detonado hasta ahora, rendimiento de 50 megatones, (50 millones de toneladas de tnt). En su forma "final" (es decir, con un entremetido de uranio empobrecido en lugar de uno hecho de plomo) habría sido de 100 megatones. |  |
| Todas las pruebas nucleares a hasta 1996                  | 510.300     | 2.135.000   | Energía total gastada durante todas las pruebas nucleares. |  |